# Medalla de Oro del CSIC
La Medalla de Oro del Consejo Superior de Investigaciones Científicas es un galardón español fundado en 1989, máxima distinción entregada por el Consejo Superior de Investigaciones Científicas (CSIC).

## Galardonados/as

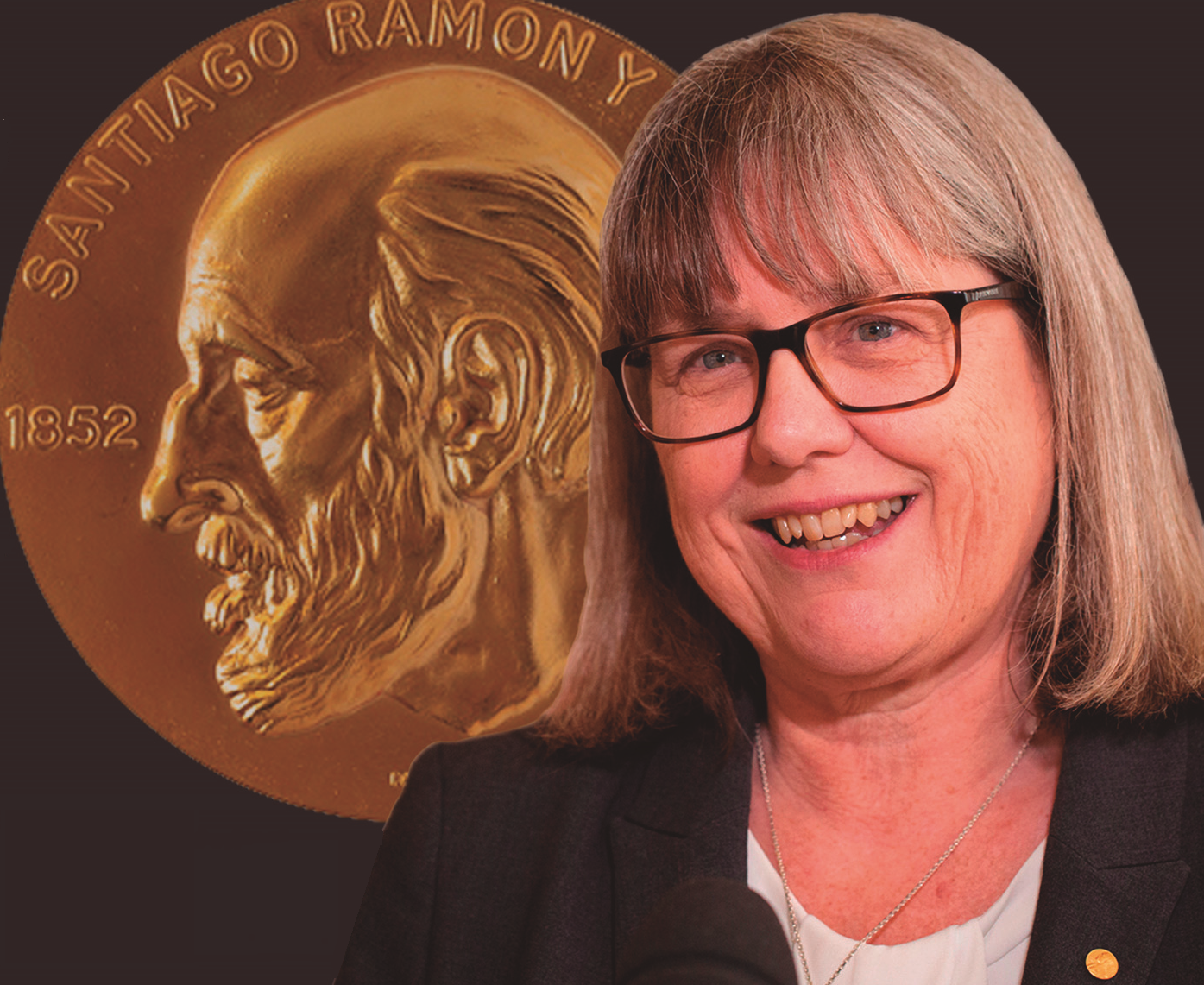
Donna Strickland. Su trabajo conjunto con Gérard Mourou le valió el Premio Nobel de Física en 2018.
_{Imagen institucional para la entrega de la medalla.}

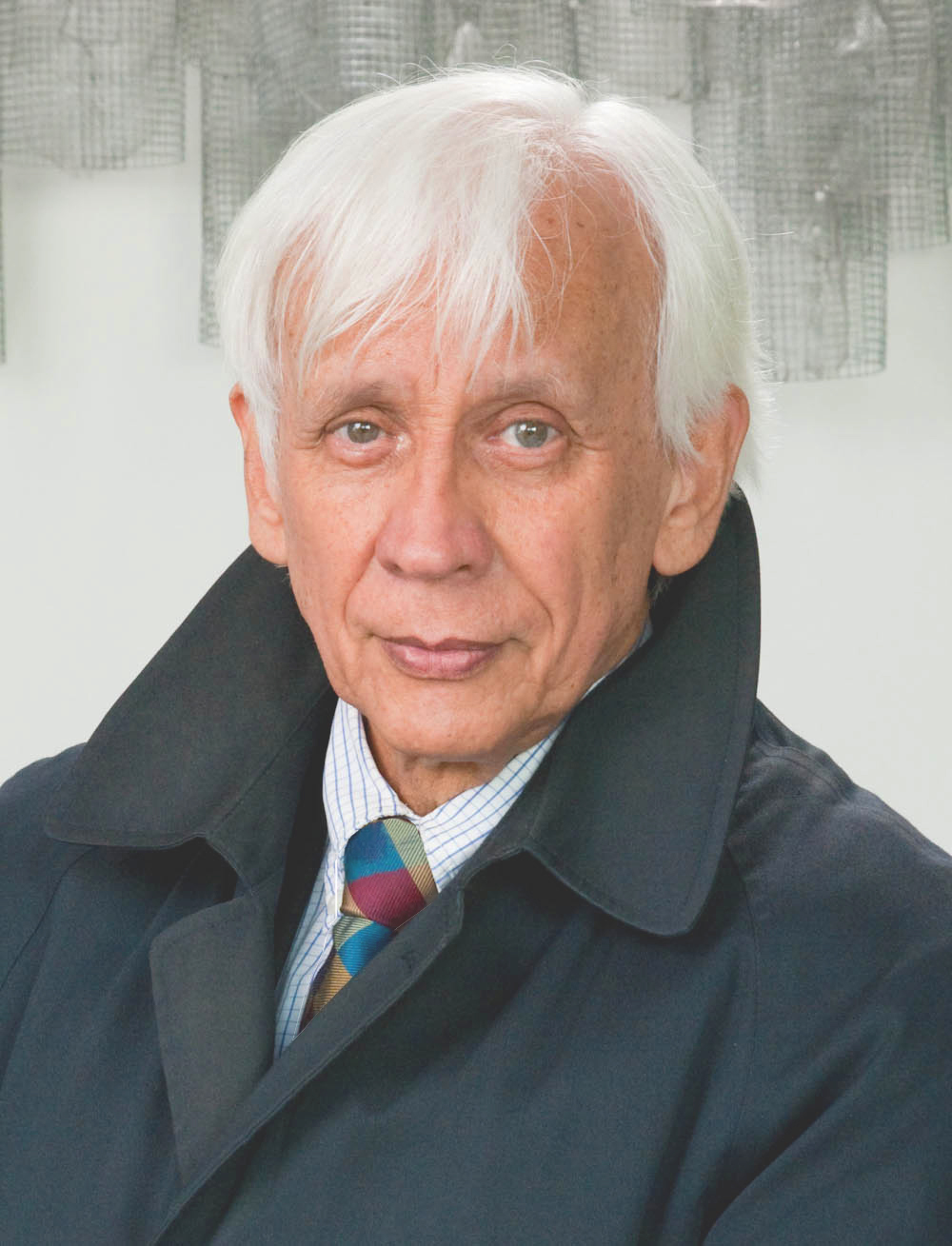
El médico neurofisiólogo colombiano Rodolfo Llinás recibió el galardón en 2012.

Algunas personas y organismos que han recibido esta distinción han sido:
| Fecha de entrega | Galardonado/a                                               |
| ---------------- | ----------------------------------------------------------- |
| 11/05/1989       | Karl Alexander Müller                                       |
| 09/10/1989       | Sofía de Grecia y Silvia de Suecia                          |
| 23/10/1989       | Stephen Hawking                                             |
| 26/01/1990       | Rita Levi Montalcini                                        |
| 12/05/1993       | Juan Carlos I de España                                     |
| 25/03/1999       | NASA (Administración Nacional de Aeronáutica y del Espacio) |
| 19/05/2000       | Eduardo Torroja Miret                                       |
| 04/11/2002       | Ramón Margalef                                              |
| 10/05/2005       | Claude Cohen Tannoudji                                      |
| 23/03/2006       | Torsten Nils Wiesel                                         |
| 25/01/2007       | Alan J. Heeger                                              |
| 02/10/2007       | Susumu Tonegawa                                             |
| 22/04/2008       | Roy Jay Glauber                                             |
| 20/11/2012       | Rodolfo Llinás                                              |
| 11/06/2015       | Jocelyn Bell Burnell                                        |
| 27/06/2019       | Universidad de Salamanca                                    |
| 28/09/2023       | Donna Strickland                                            |